# Sông Vân

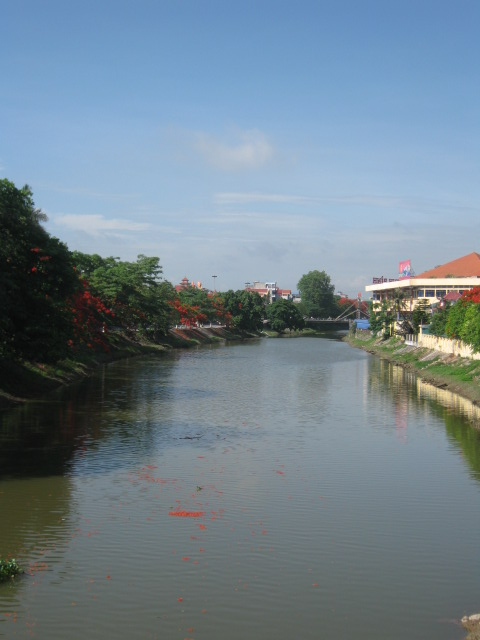
Sông Vân đoạn bên chợ Rồng Ninh Bình

Sông Vân (tên cổ sông Vân Sàng) là một con sông nối sông Vạc với sông Đáy, chảy xuyên qua trung tâm thành phố Hoa Lư. Trước đây, sông Vân cùng với núi Thúy là biểu tượng văn hóa du lịch của thành phố Hoa Lư.

## Dòng chảy
Sông Vân nằm bên 2 quốc lộ chính ở thành phố Hoa Lư, đó là Quốc lộ 1 nối từ thành phố Tam Điệp tới cầu Lim và quốc lộ 10 nối từ cầu Lim tới chợ Rồng, đều là những tuyến đường và những công trình gắn với lịch sử hình thành thành phố này. Thực chất sông Vân các sông nhánh của sông Vạc tại cầu Yên với sông Đáy tại ngã ba chân núi Non Nước. Đoạn mang tên sông Vân có chiều dài trên 7 km, chỗ rộng nhất tới 300 m. Từ sông Vân có thể kết nối thông thủy với các sông khác là sông Sào Khê, sông Chanh, sông Hệ - sông Ngô Đồng.
Sông Vân và công viên cây xanh hai bên bờ đồng thời là ranh giới tự nhiên giữa các phường Nam Thành, Vân Giang với phường Thanh Bình của thành phố Hoa Lư. Có 8 cầu bắc qua sông này gồm: cầu Vòm, cầu Vũng Trắm, cầu Bông Lau (cầu sông Vân), cầu Lim, cầu Trà Là, cầu Vân Giang và cầu Âu Vân.
Ở cửa sông Vân, nơi nối với sông Đáy đã được xây dựng công trình âu thủy lợi để phục vụ nông nghiệp nên dòng chảy của sông đã được điều tiết.

## Dòng sông lịch sử
Sông Vân là một dòng sông có giá trị lịch sử, nơi gắn với các chiến công của Việt Nam trong kháng chiến chống quân nhà Tống dưới thời vua Lê Đại Hành. Tương truyền, khi Lê Hoàn đánh thắng giặc Tống trở về Hoa Lư, Dương Vân Nga đã kê giường bên bờ sông đón và giao hoan với nhà vua, lập tức có gió thổi mây ngũ sắc thành tán bay đến trên trời soi xuống dòng sông, che trở hai người. Từ đó mà sông có tên là Vân Sàng (giường mây). Ngày nay ở hạ lưu, hai bên bờ sông là hai con đường mang tên Lê Đại Hành và Dương Vân Nga, gần đó có đền Đồng Bến là nơi ghi dấu những truyền thuyết về thiên tình sử này.
Thời Đinh Lê Lý Trần ở vị trí bến sông Vân là Phúc Thành Hải Cảng, tại đây Vua Lê Đại Hành trực tiếp thống lãnh thủy quân, xuất binh tiến thẳng ra Bạch Đằng giang nghênh địch, làm lên chiến thắng lẫy lừng.
Thời Nguyễn, một đoạn sông Vân (nay là Hồ Máy Xay) cùng với một đoạn sông Đáy chảy qua Núi Non Nước, là đoạn hào tự nhiên của thành cổ Ninh Bình, sông cũng chảy qua chợ Rồng Ninh Bình, nhà văn hoá thành phố (nay đã được tu bổ thành nhà hát Phạm Thị Trân). Người ta thường nghĩ tới hình ảnh "núi Thuý, sông Vân" khi nhắc tới thành phố Ninh Bình cũ, vì đây là biểu tượng văn hóa của thành phố này.

## Hình ảnh con sông Vân

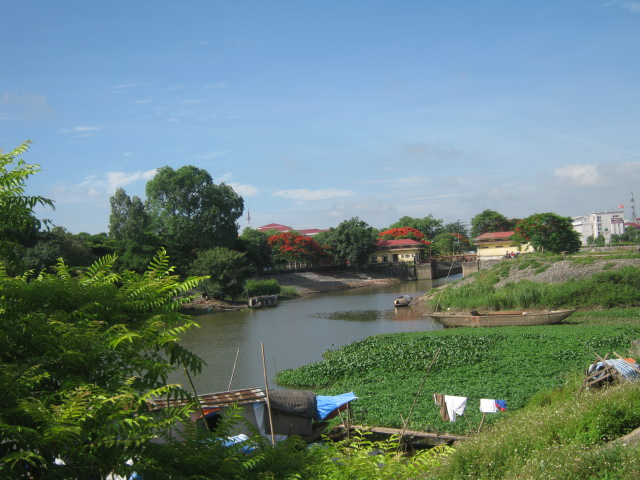
Âu thuyền sông Vân
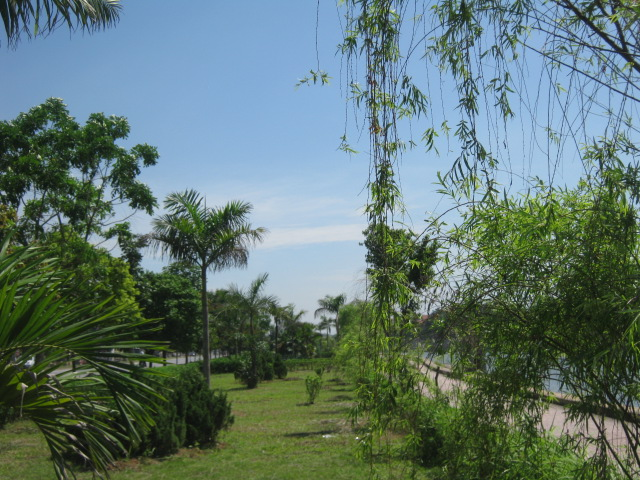
Công viên sông Vân
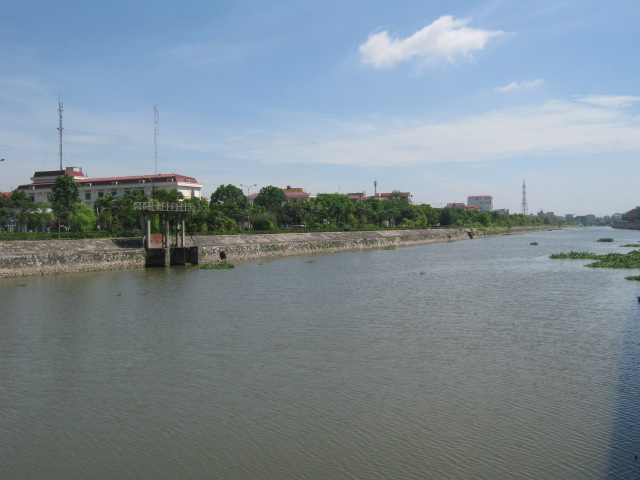
Bờ kè
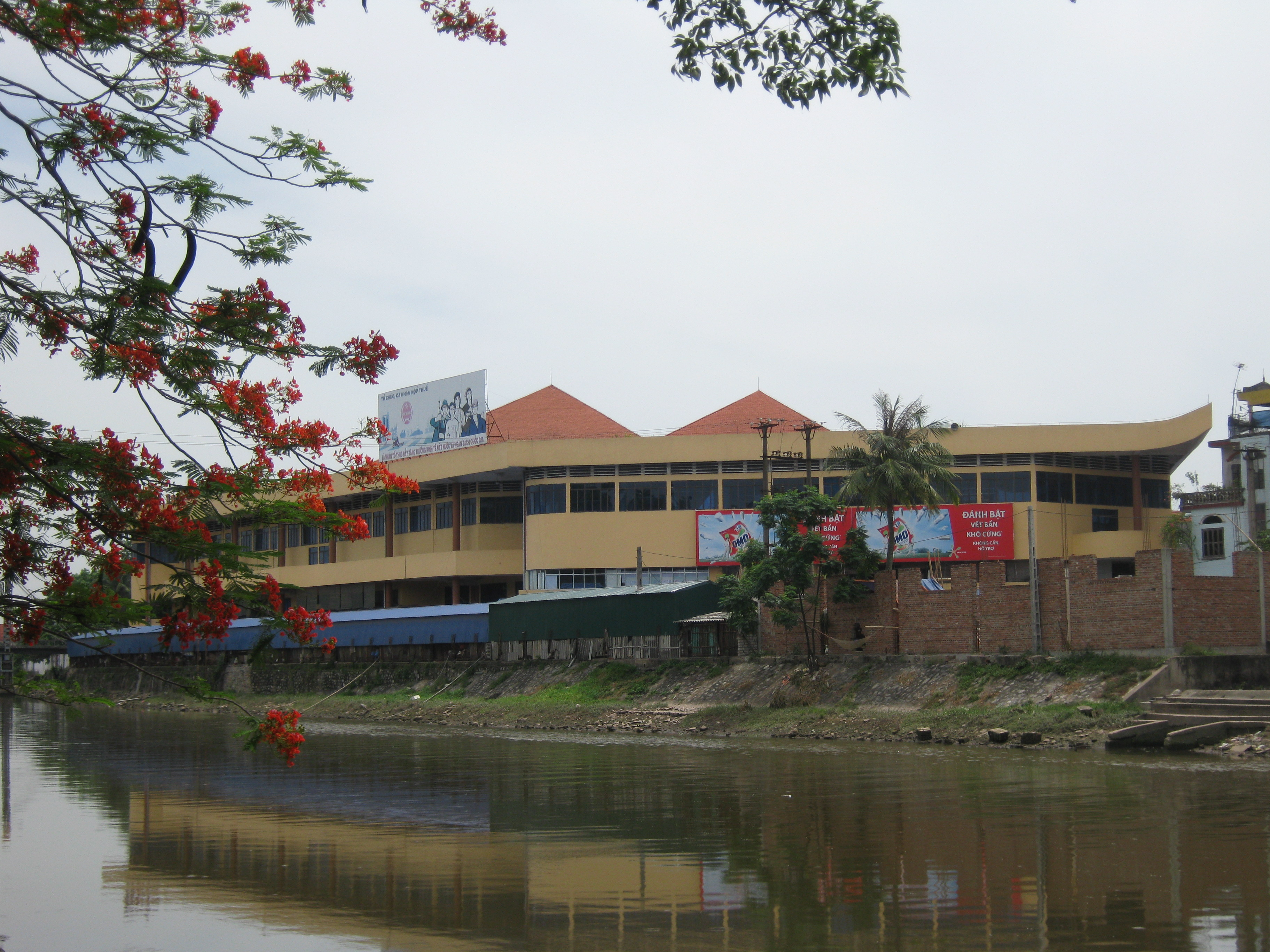
Chợ Rồng bên sông Vân
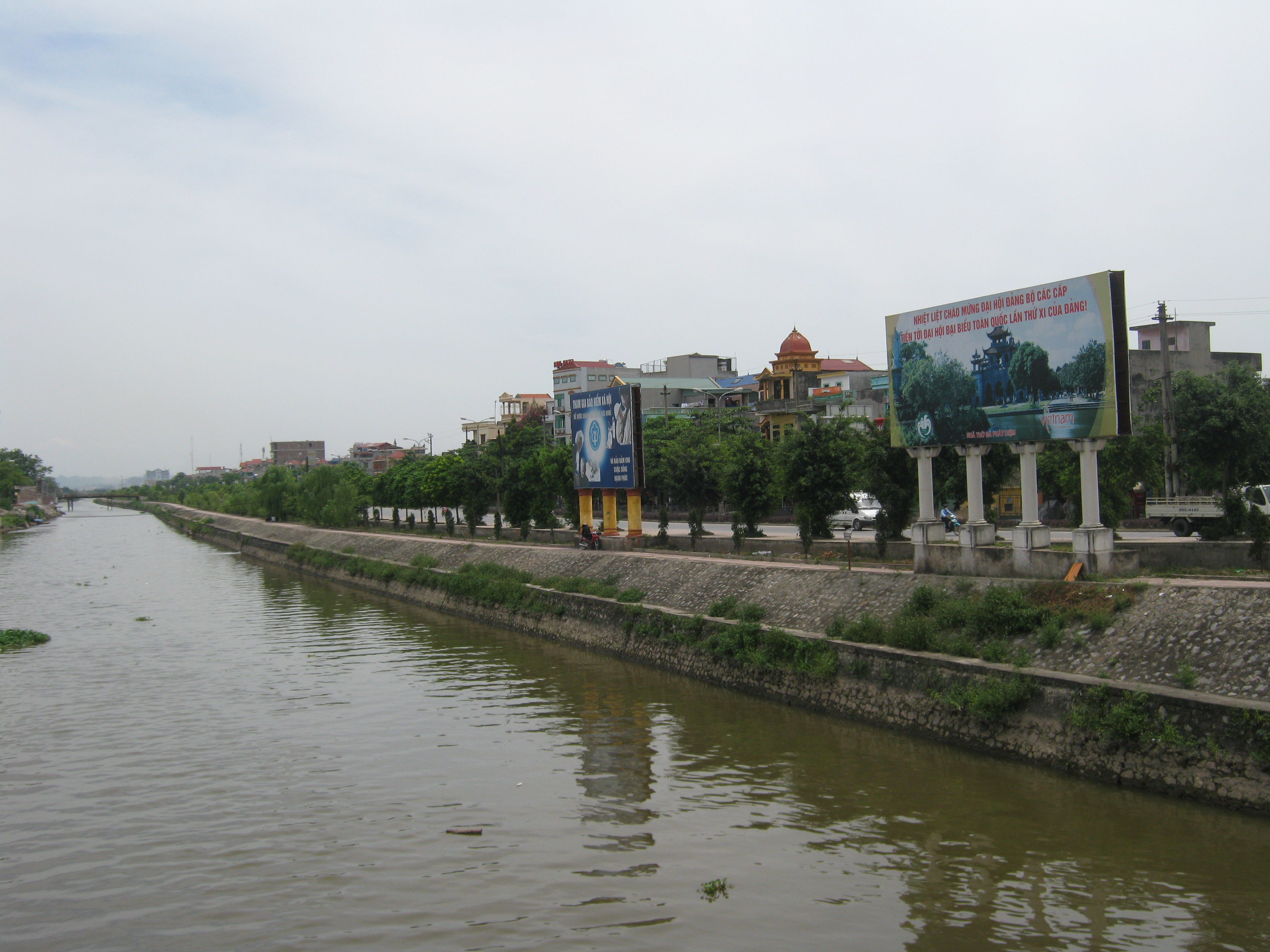
Bờ kè
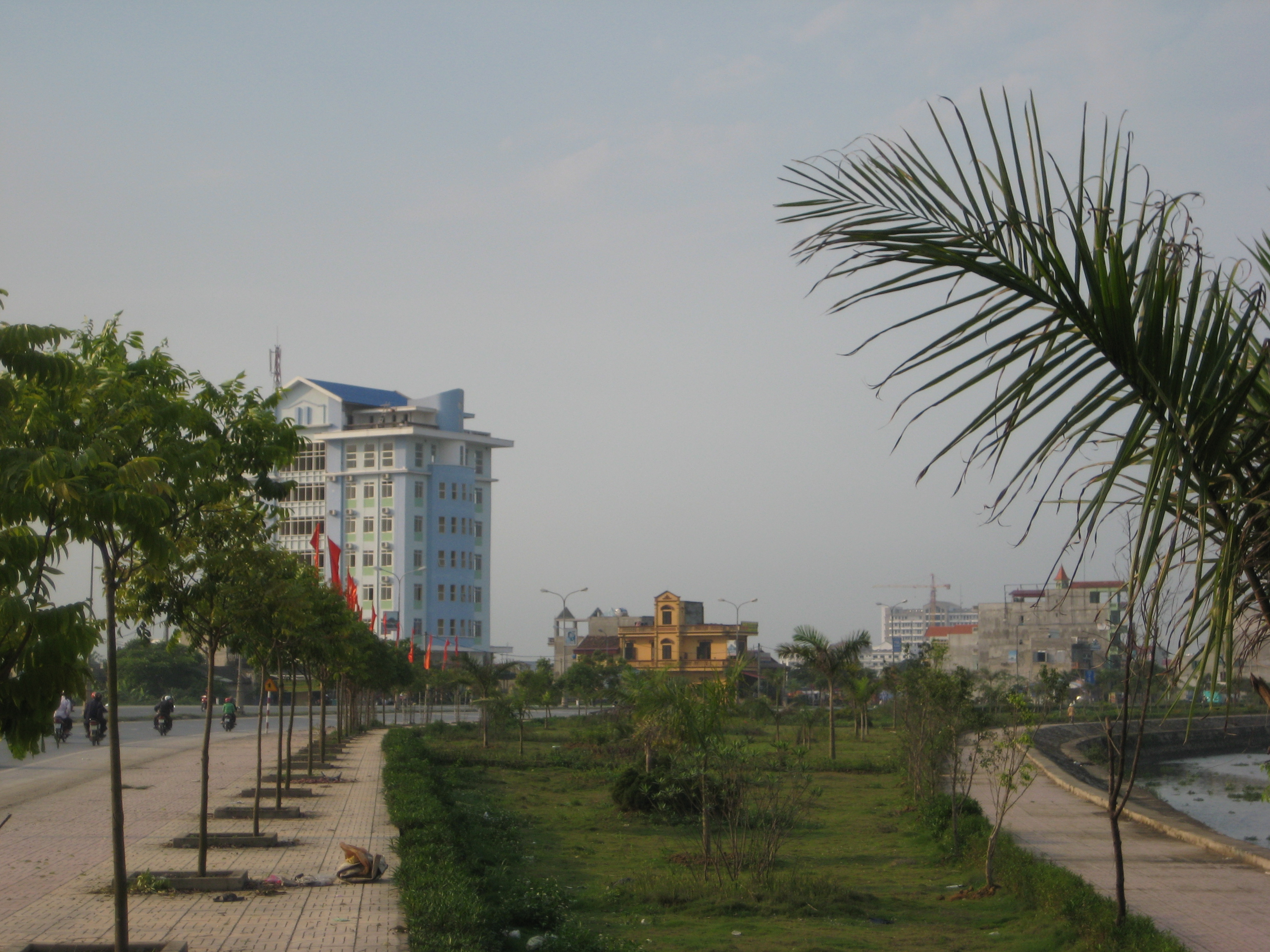
Công viên sông Vân
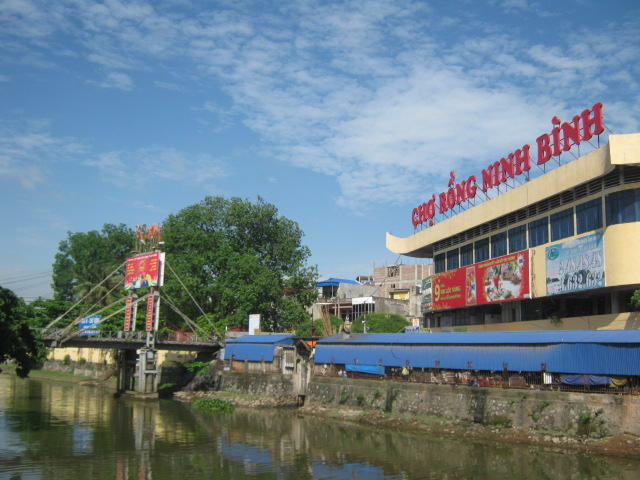
Cầu Trà Là, chợ Rồng Ninh Bình
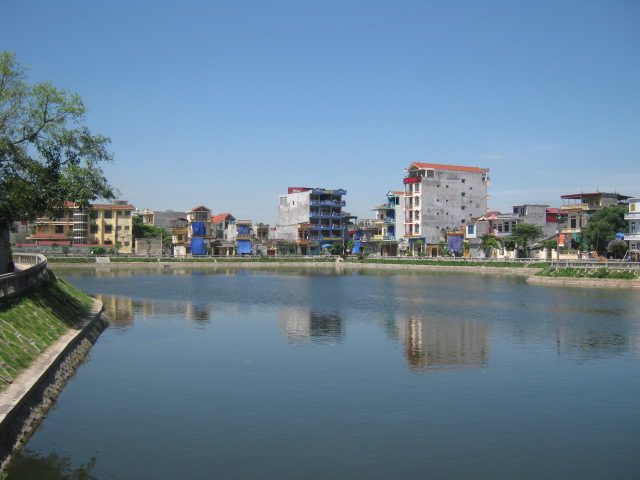
Đô thị Ninh Bình
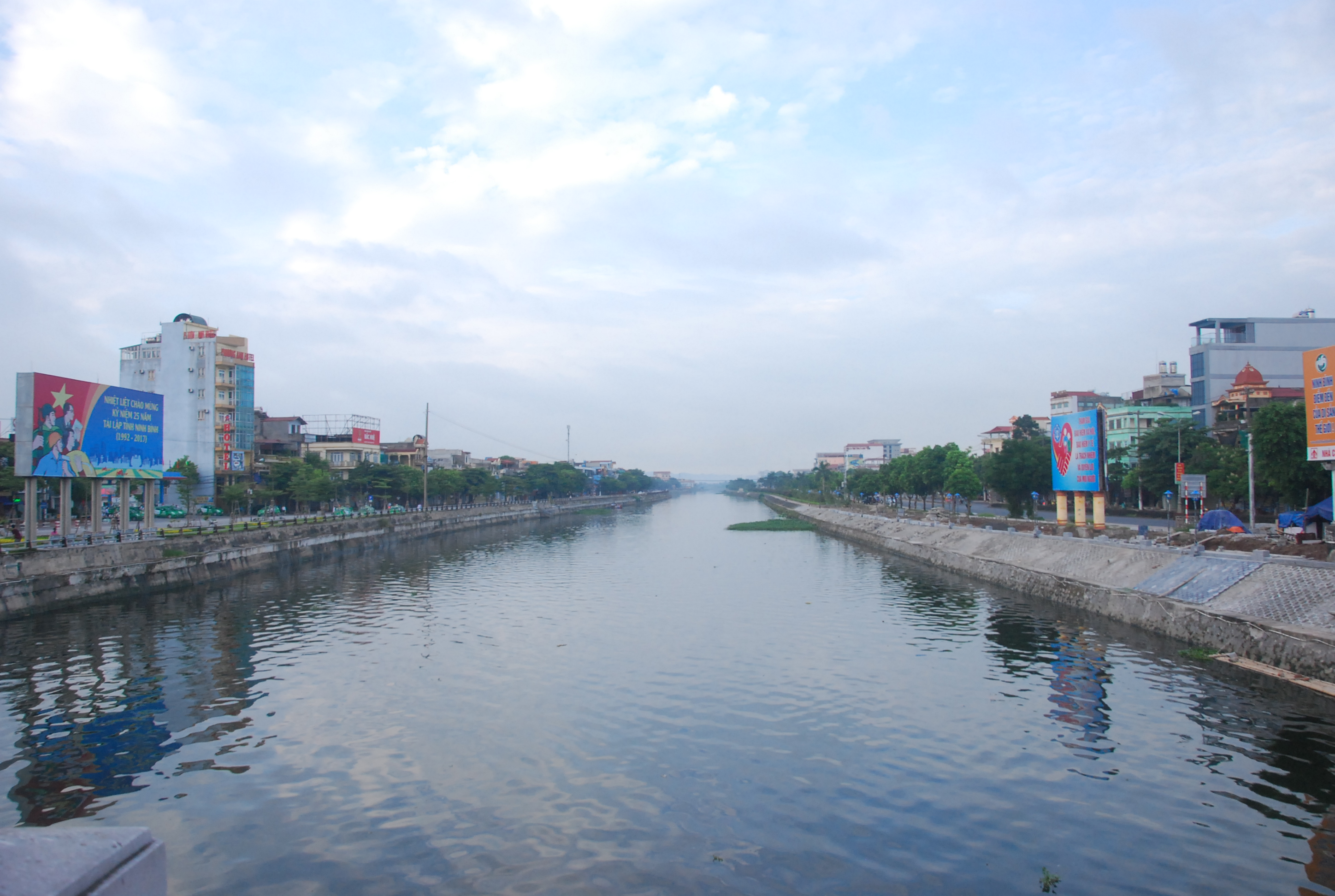
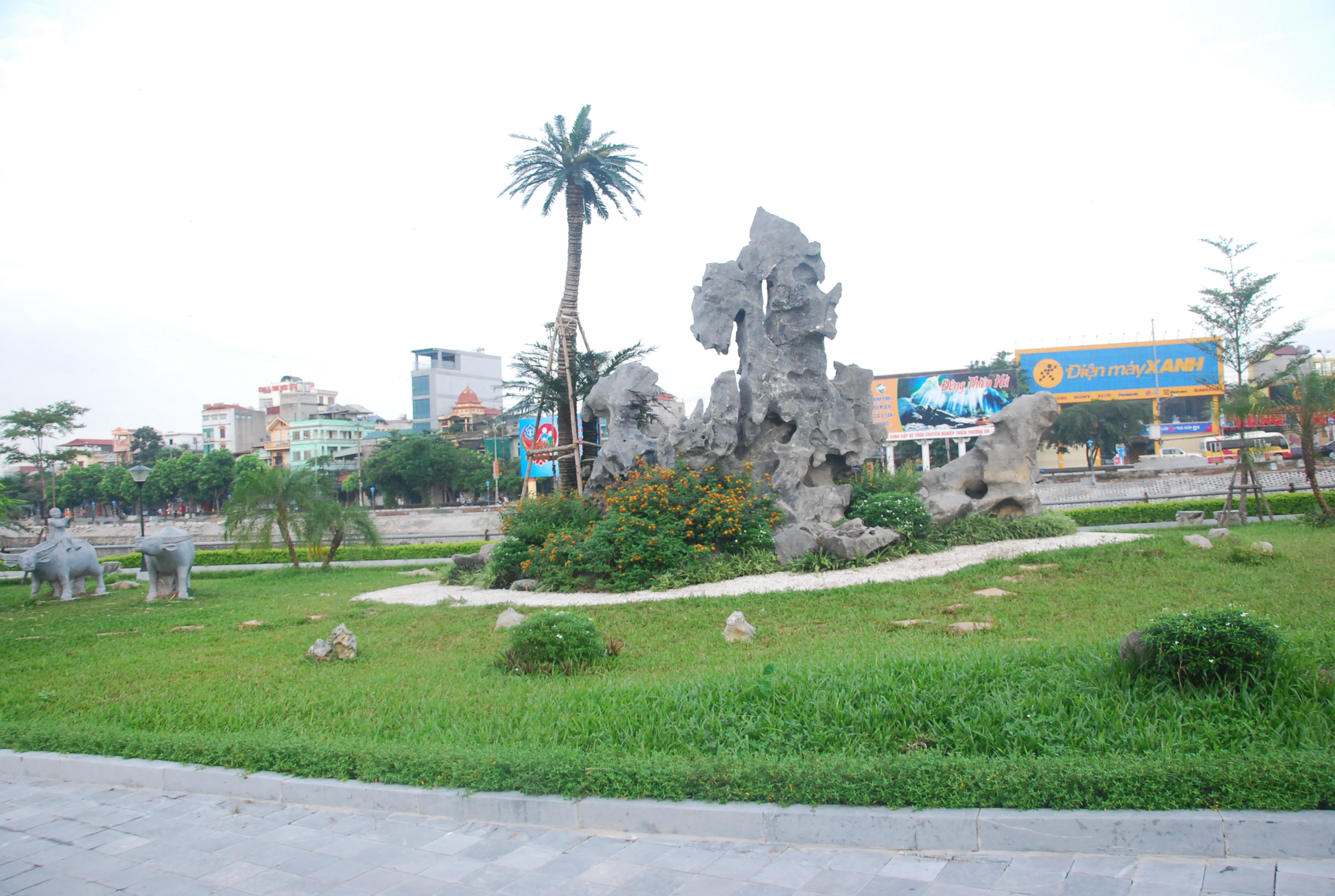
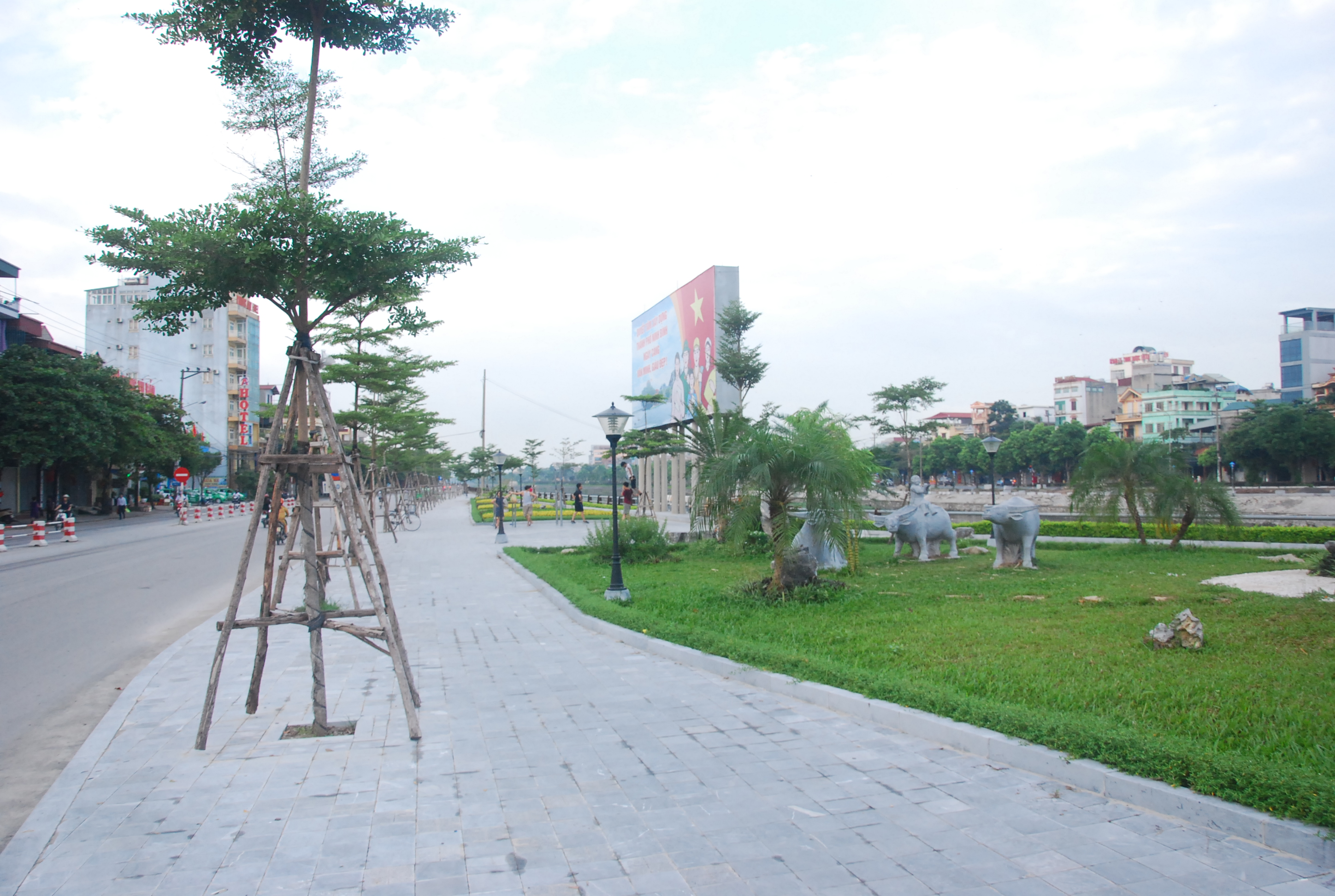
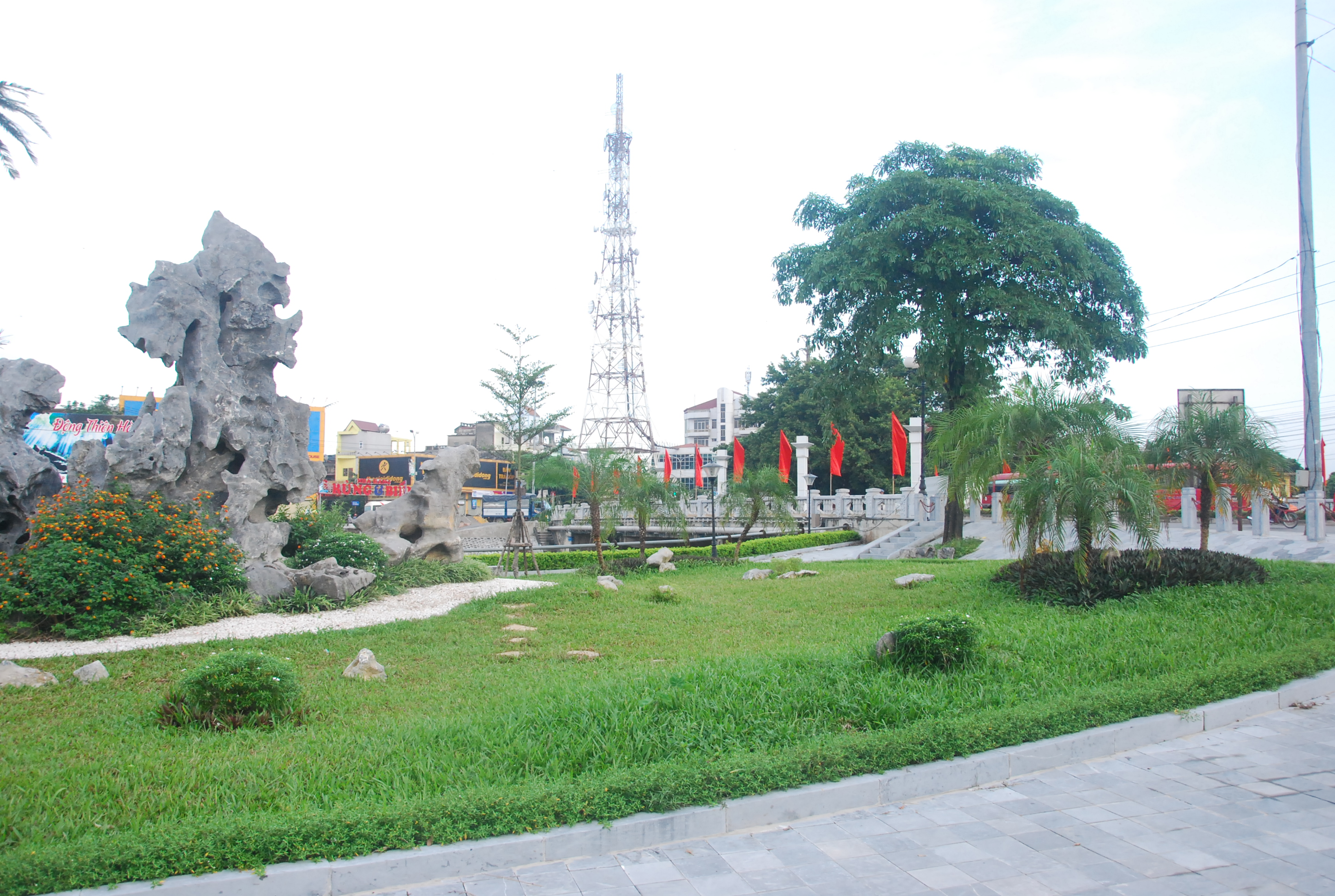
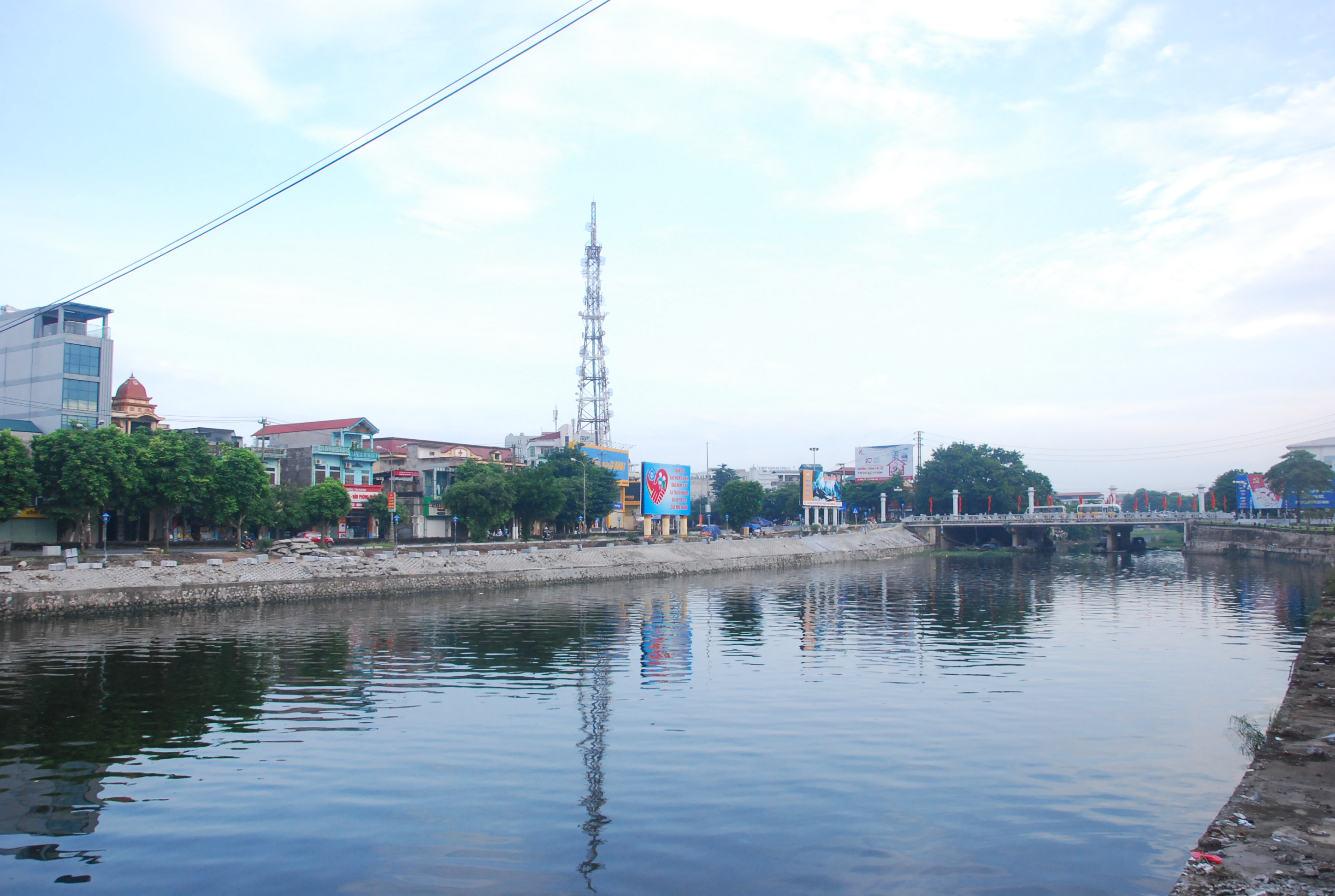
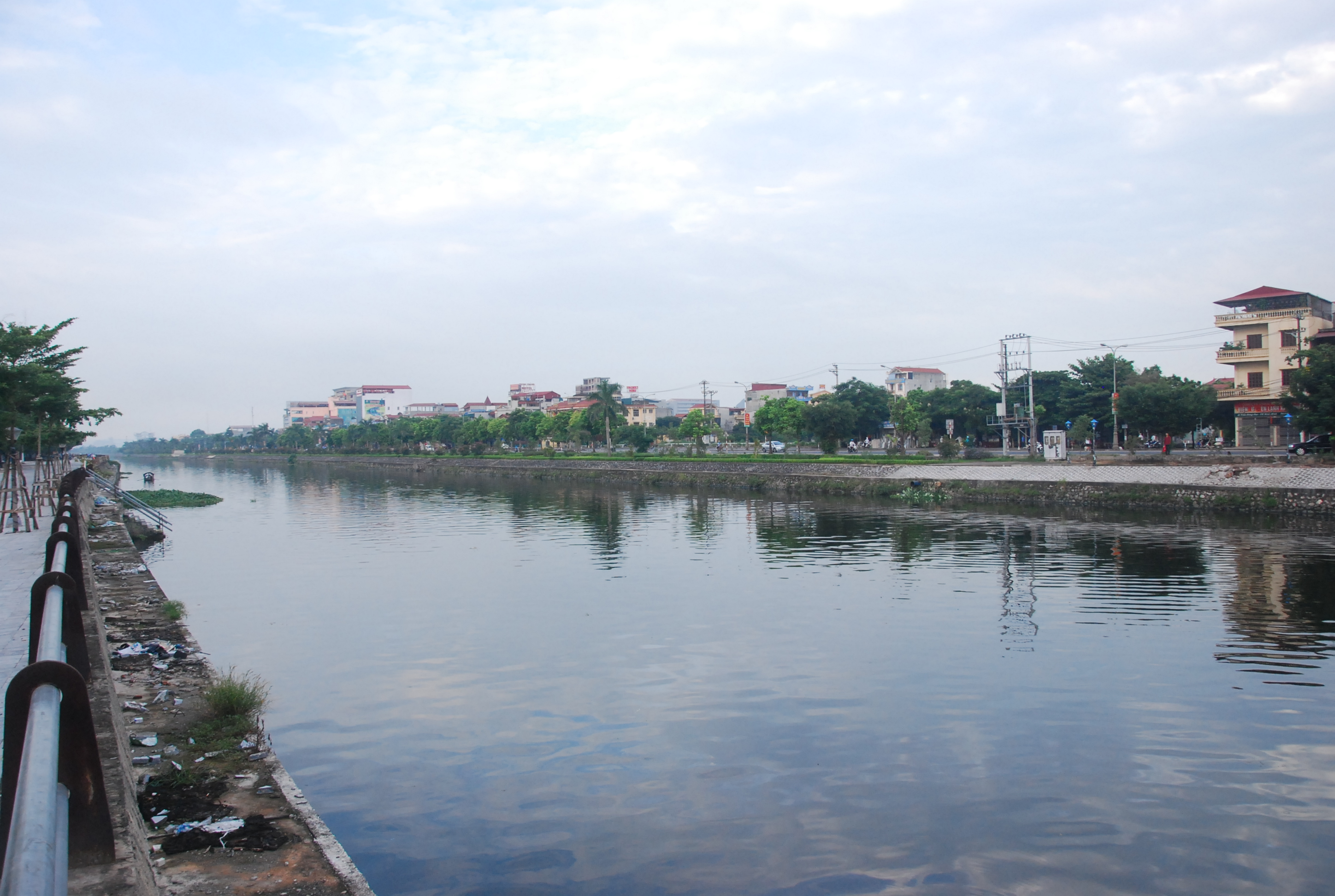

## Thi ca
Hình ảnh cô gái giũ lụa trên sông Vân xuất hiện trong ca khúc Gái xuân:
Em như cô gái hãy còn xuân,
Trong trắng thân chưa lấm bụi trần,
Xuân đến, hoa mơ, hoa mận nở.
Gái xuân giũ lụa trên sông Vân